# Cantonul Bayonne-Nord
Cantonul Bayonne-Nord este un canton din arondismentul Bayonne, departamentul Pyrénées-Atlantiques, regiunea Aquitania, Franța.

## Comune
- Bayonne (parțial, reședință)
- Boucau